# Pittosporum kaalense
Pittosporum kaalense är en tvåhjärtbladig växtart som beskrevs av André Guillaumin. Pittosporum kaalense ingår i släktet Pittosporum och familjen Pittosporaceae. Inga underarter finns listade.